# Цыганские напевы (фильм)
Цыганские напевы (яп. ツィゴイネルワイゼン Tsigoineruwaizen, от нем. Zigeunerweisen) — независимый японский фильм 1980 года режиссёра Сэйдзюна Судзуки по роману Хяккэна Утиды «Диск Сарасате». Фильм назван по скрипичной пьесе Пабло де Сарасате, пластинка с записью которой периодически возникает в сюжете. Фильм открывает так называемую «трилогию Тайсё», которая продолжается фильмами «Театр жаркой поры» (1981) и «Юмэдзи» (1991), сюрреалистическими психологическими драмами о призраках, связанных по стилю и темам с Эпохой Тайсё (1912—1926). Вся трилогия продюсирована Гэндзиро Арато. Другой вариант перевода названия фильма на русский язык — «Цыганские мотивы».
Когда прокатчики отказались показывать фильм, Арато с большим успехом показал его сам в мобильной палатке. Судзуки получил награду «Почётное упоминание» на 31-м Берлинском международном кинофестивале, фильм был номинирован на девять премий Японской академии и получил четыре, включая премии лучшему режиссёру и за лучший фильм, и был признан японскими критиками картиной номер один 1980-х годов.

## Сюжет
Отдыхая в небольшой приморской деревне, Аоти, профессор немецкого языка, наталкивается на Накасаго, бывшего коллегу, ставшего странником. Накасаго преследуется разъяренной толпой за то, что якобы соблазняет и убивает жену рыбака. Полиция вмешивается, и Аоти ручается за своего друга, предотвращая его арест. Двое ужинают в гостинице, где их развлекает и очаровывает скорбящая гейша Койнэ. Шесть месяцев спустя Аоти навещает своего друга и обнаруживает, что тот остепенился и ждёт ребёнка вместе с Соно, женщиной, которая очень похожа на Койнэ. Накасаго ставит ему запись Цыганских напевов, и они обсуждают плохо слышное бормотание на записи. Накасаго неожиданно снова отправляется в путь с Койнэ, оставляя Соно воспитывать ребёнка. Мужчины вступают в отношения с жёнами друг друга. Соно позже умирает от гриппа, и Койнэ заменяет её в качестве суррогатной матери. Накасаго снова выходит на дорогу. Аоти узнаёт о смерти Накасаго во время оползня. Койнэ посещает Аоти и просит вернуть пластинку с «Цыганскими напевами», но тот уверен, что никогда не брал её.

## В ролях
- Ёсио Харада — Накасаго
- Наоко Отани — Койнэ / Соно
- Тосия Фудзита —  Аоти
- Митиё Окусу —  Сюко, жена Аоти
- Кисако Макиси —  Таэко
- Кирин Кики —  Кими
- Акадзи Маро —  слепой
- Суми Сасаки —  горничная в отеле
- Исао Тамагава —  доктор Амаки
- Хацуо Ямая —  полицейский

## Производство
В 1968 году у режиссёра Сэйдзюна Судзуки произошёл конфликт со студией Nikkatsu за создание «фильмов, которые не имеют смысла и денег», в результате которого он попал в черный список. В последующие годы он часто встречался со своей командой у себя дома для разработки идей для новых проектов. Это привело к созданию картин «Цыганские напевы» и «Театр жаркой поры» — первые два фильма так называемой Романской трилогии Судзуки. Режиссёр чувствовал, что кинобоевики теряют популярность и хотел создать фильм нового типа. Писатель Ёдзо Танака жил неподалёку от режиссёра и регулярно посещал Судзуки, обсуждая во время своих встреч кинематограф за игрой в го. Во время этих встречи и родилась идея экранизировать роман Хяккэна Утиды «Диск Сарасате». Он казался слишком коротким и был расширен. Например, когда дядя Танаки умер в это время, он заметил, что его кремированные кости были розовыми. Это было включено в сценарий.
Фактическое занесение в «чёрный список» Судзуки закончилось выходом в 1977 году его критически встреченного и коммерчески неудачного фильма «Рассказ о тоске и печали». Деньги для финансирования «Цыганских напевов» стали доступны только в 1979 году, когда Судзуки встретил актёра и театрального продюсера Гэндзиро Арато. Таким образом он стал их первым полностью независимо произведенным фильмом. Он был снят в Японии.

## Стиль и темы
«Цыганские напевы» является отклонением от фильмов режиссёра Сэйдзюна Судзуки для студии Nikkatsu во многих отношениях. Фильм был снят полностью на местности без доступа к ресурсам студии; он длится 144 минуты, в отличие от 90-минутного максимума первого; и его интеллектуальные персонажи, постановка периода и тематика привлекли более литературную аудиторию, в отличие от поклонников младшего жанра, которые сформировали культ Судзуки. С другой стороны, освободившись от студийных ограничений, Судзуки смог продвинуть свой стиль ещё дальше в том направлении, в котором развилась его жанровая работа в дальнейшем, и полностью отказаться от традиционного повествования в пользу случайных явлений и неуместных и вводящих в заблуждение ассоциаций. Он представляет, комментирует и оспаривает концепции эпохи Тайшу, особенно широкое внедрение и освоение западной культуры в Японии и её влияние на самобытность Японии.

## Релизы и прием
Продюсер Гэндзиро Арато не смог убедить прокатчиков для показа Цыганских напевов и выставил сам фильм со своей компанией Cinema Placet в специально построенной надувной мобильной палатке. Фильм был первоначально показан около Токио Доум 1 апреля 1980 года. Фильм имел немедленный успех и был быстро поднят для широкого выпуска. За 22 недели он продал 56 000 мест, где 10 000 мест обычно считалось большим успехом для независимого фильма. Критики назвали «Цыганские напевы» «обязательным для просмотра» фильмом 1980 года, он получил четыре награды Японской академии и возродил карьеру Судзуки. Компания Little More Co. переиздала полную римскую трилогию Тайшо 28 апреля 2001 года в ретроспективе Deep Seijun. Вместе они выпустили трилогию на DVD (без английских субтитров), отмечая её дебют на домашнем видео.
Фильм не распространялся по всему миру, но появлялся на кинофестивалях и ретроспективах. Он был показан на конкурсе на 31-м Берлинском международном кинофестивале и появился в первой британской ретроспективе фильмов Судзуки на Эдинбургском международном кинофестивале 1988 года. В Северной Америке компания Kino International выпустила DVD-версию фильма 7 марта 2006 года. Он включает 25-минутное интервью с Судзуки, в котором обсуждается создание Романской трилогии Тайшо, биография и фильмография, театральный трейлер, галерея рекламных материалов и фотографий. DVD также доступен в бокс-сете, охватывающем трилогию.

## Награды
«Цыганские напевы» получил девять номинаций на Премию Японской академии 1981 года и выиграл в четырёх номинациях: «Лучший фильм», награды получили Судзуки — за лучшую режиссуру, Такэо Кимура — за лучшую художественную постановку, и Митио Окусу — за лучшую женскую роль второго плана. Также были номинированы Наоко Отани за лучшую женскую роль, Тосия Фудзита за лучшую женскую роль второго плана, Юдзо Танака за лучший сценарий, Кадзу Нагацука за лучшую кинематографию и Мицуо Ониси за лучшее освещение.
На Kinema Junpo Awards фильм дублировал те же четыре победы плюс пятую награду за лучшую женскую роль для Наоко Отани. На кинофестивале в Иокогаме он получил звание лучшего режиссёра и кинематографиста. Другие призы включают награду «Голубая лента» (лучший режиссёр), премия «Фильмы Hochi» (специальная награда) и «Конкурс фильмов Майничи» (лучший сценарий и лучший кинематографист). Фильм был также признан лучшим японским фильмом 1980-х годов японскими кинокритиками.
На международном фронте фильм получил Почетную награду на 31-м Берлинском международном кинофестивале в 1981 году.